# Het gala van de gouden K's 2016
Op Het gala van de gouden K's van 2016 op 4 februari 2017 werden de gouden K's toegekend tijdens een door de VRT op Ketnet rechtstreeks uitgezonden televisieprogramma. De presentatie was in handen van de Ketnet-wrappers.

## Genomineerden en winnaars 2016
Hieronder de volledige lijst van genomineerden in elke categorie. De winnaars zijn in het vet aangeduid.
| Categorie                         | Genomineerden |
| --------------------------------- | --- |
| Vrouwelijke muzikant van het jaar | Maureen Vanherberghen Emma Bale Natalia Laura Tesoro |
| Mannelijke Muzikant van het jaar  | Loïc Nottet Tourist LeMC Lost Frequencies Niels Destadsbader |
| Band van het jaar                 | Ghost Rockers K3 De KetnetBand Zwartwerk |
| Song van het jaar                 | Ushuaia van K3 100% van De KetnetBand What's the Pressure van Laura Tesoro Can't Stop the Feeling! van Justin Timberlake                                                                          |
| Mannelijke TV-Ster van het jaar   | Giovanni Kemper Nico Vanhole William Boeva Juan Gerlo |
| Vrouwelijke TV-Ster van het jaar  | Laura Tesoro Maureen Vanherberghen Tinne Oltmans Kristel Verbeke |
| Babe van het jaar                 | Tinne Oltmans Klaasje Meijer Laura Tesoro Lenty Frans |
| Hunk van het jaar                 | Matthew Michel Yannick Carrasco Giovanni Kemper Sieg De Doncker |
| Film van het jaar                 | Kung Fu Panda 3 Helden van de zee Trolls Mega Mindy versus Rox |
| Ketnet-programma van het jaar     | Helden van de race Karrewiet Generatie K Ketnet Musical |
| Ketnet-serie van het jaar         | Ghost Rockers Nachtwacht D5R Rox |
| Ketnet-tekenfilm van het jaar     | Zorro de kronieken Ninjago: Masters van Spinjitsu Peter Pan Heksje Lilly |
| Game van het jaar                 | Minecraft Musical.ly FIFA 17 Pokémon GO |
| Hype van het jaar                 | Pokémon GO De Rode Duivels Musical.ly Pen-Pineapple-Apple-Pen |
| Familieprogramma van het jaar     | De Buurtpolitie Thuis The Voice van Vlaanderen Belgium's Got Talent |
| Sportmoment van het jaar          | De Rode Duivels op het EK Nafi Thiam haalt goud op de zevenkamp op de Olympische Spelen Laurens Devos wint goud in tafeltennis op de Paralympische Spelen De Red Flames plaatsen zich voor het EK |

## Meeste nominaties & awards

### Meeste nominaties
| Aantal nominaties | Artiest               |
| ----------------- | --------------------- |
| 5                 | Ghost Rockers         |
| 4                 | Laura Tesoro          |
| 2                 | Tinne Oltmans         |
| 2                 | Maureen Vanherberghen |
| 2                 | Ketnetband            |
| 2                 | Giovanni Kemper       |
| 2                 | Helden                |
| 2                 | Rode Duivels          |
| 2                 | K3                    |

### Meeste Gouden K's
| Aantal Gouden K's | Artiest       |
| ----------------- | ------------- |
| 4                 | Ghost Rockers |
| 2                 | Tinne Oltmans |

2013 · 2014 · 2015 · 2016 · 2017 · 2018 · 2019 · 2020 · 2021 · 2022 · 2023 · 2024